# Чорнослив з горіхами
Чорнослив з горіхами, також Чорнослив фарширований волоськими горіхами — десертна страва з чорносливу та волоських горіхів, популярна на пострадянському просторі. Десерт поширений в українській, молдавській та кавказькій кухні, що, верогідно, обумовлено ареалом поширення волоського горіха та відповідних сортів сливи.
Також ця страва вважається частиною єврейсько-одеської кухні.

## Приготування
Чорнослив промивають, заливають окропом або трохи відварюють. Потім начиняють половинками волоських горіхів, щільно укладають у посуд, посипають цукром, додають воду та/або сухе червоне вино, що робить страву ароматнішою і тушкують. Перед подачею охолоджують та поливають сметаною. У простіших рецептах фарширований горіхами чорнослив заливають підсолодженою сметаною.